# Goran Vlaović
Goran Vlaović (* 7. August 1972 in Nova Gradiška, SFR Jugoslawien) ist ein ehemaliger kroatischer Fußballspieler auf der Position des Stürmers.

## Verein
Vlaović begann seine Profikarriere 1989 beim kroatischen Verein NK Osijek. Nach zwei Saisons, in denen er in 24 Begegnungen elf Tore erzielt hatte, wechselte er 1992 zu Dinamo Zagreb. Mit Zagreb gewann er die Kroatische Meisterschaft (1993) und den Pokal (1994); er kam auf insgesamt 81 Erstligaeinsätze, in denen er 61 Tore erzielte. Dank seiner hohen Trefferquote (0,75 Tore pro Begegnung) sicherte sich Vlaović in den Jahren 1993 und 1994 zudem die Kroatische Torschützenkanone. Seine 29 Tore in der Saison 1993/94 waren die Bestmarke in der ersten kroatischen Liga, bis Eduardo Alves da Silva in der Saison 2006/07 mehr Treffer markierte.
1994 wechselte Vlaović ins Ausland und unterschrieb beim italienischen Verein Calcio Padova einen Vertrag. Nach 18 Toren in 50 Begegnungen für Padova wechselte er 1996 zum spanischen Verein FC Valencia, mit dem er in den folgenden vier Jahren neben dem Spanischen Pokal (1999) den Supercup (1999) und den UEFA Intertoto Cup (1998) gewann. Nach 73 Einsätzen in der Primera División, in denen er 17 Tore erzielte, wechselte er 2000 zum griechischen Verein Panathinaikos Athen. Mit Panathinaikos gewann er 2004 die Griechische Meisterschaft und den Pokal und beendete nach 64 Spielen (29 Tore) im selben Jahr seine aktive Laufbahn.

## Nationalmannschaft
Vlaović war zwischen 1992 und 2002 Mitglied der kroatischen Nationalmannschaft und nahm mit dieser an den Weltmeisterschaften 1998 und 2002 teil. 1996 spielte er bei der Europameisterschaft in England, bei der er beim Eröffnungsspiel gegen die Türkei das erste Tor Kroatiens bei einem internationalen Turnier erzielte. Sein größter Erfolg war der dritte Platz bei der WM 1998 in Frankreich. In 52 Spielen für Kroatien erzielte Vlaović 15 Tore.

## Titel und Erfolge
- Kroatischer Meister: 1993
- Griechischer Meister: 2004
- Kroatischer Pokalsieger: 1994
- Spanischer Pokalsieger: 1999
- Griechischer Pokalsieger: 2004
- Spanischer Supercup: 1999
- UEFA Intertoto Cup: 1998
- WM-Bronzemedaille: 1998

## Auszeichnungen
- Kroatischer Torschützenkönig: 1993, 1994